# كأس ألمانيا 1970–71
كأس ألمانيا 1970–71 (بالألمانية: DFB-Pokal 1970/71)‏ هو الموسم 28 من كأس ألمانيا. أشرف على تنظيمه اتحاد ألمانيا لكرة القدم، وكان عدد الأندية المشاركة فيه 32، وفاز فيه بايرن ميونخ.